# Berta Holandska
Berta Holandska (o. 1055. – 1093.) bila je kraljica Francuske kao supruga kralja Filipa I.

## Biografija
Berta je bila kćerka grofa Florisa I. i njegove žene Gertrude. S Filipom je imala petero djece:
- Konstanca Francuska
- Luj VI. Debeli
- Henrik
- Karlo
- Eudes

Navodno je Berti plodnost bila vraćena zbog molitvi. Imala je plavu kosu. 1092. Filip je odbacio Bertu, tvrdeći da je debela. Umrla je 1093.